# Subcultuurtheorie

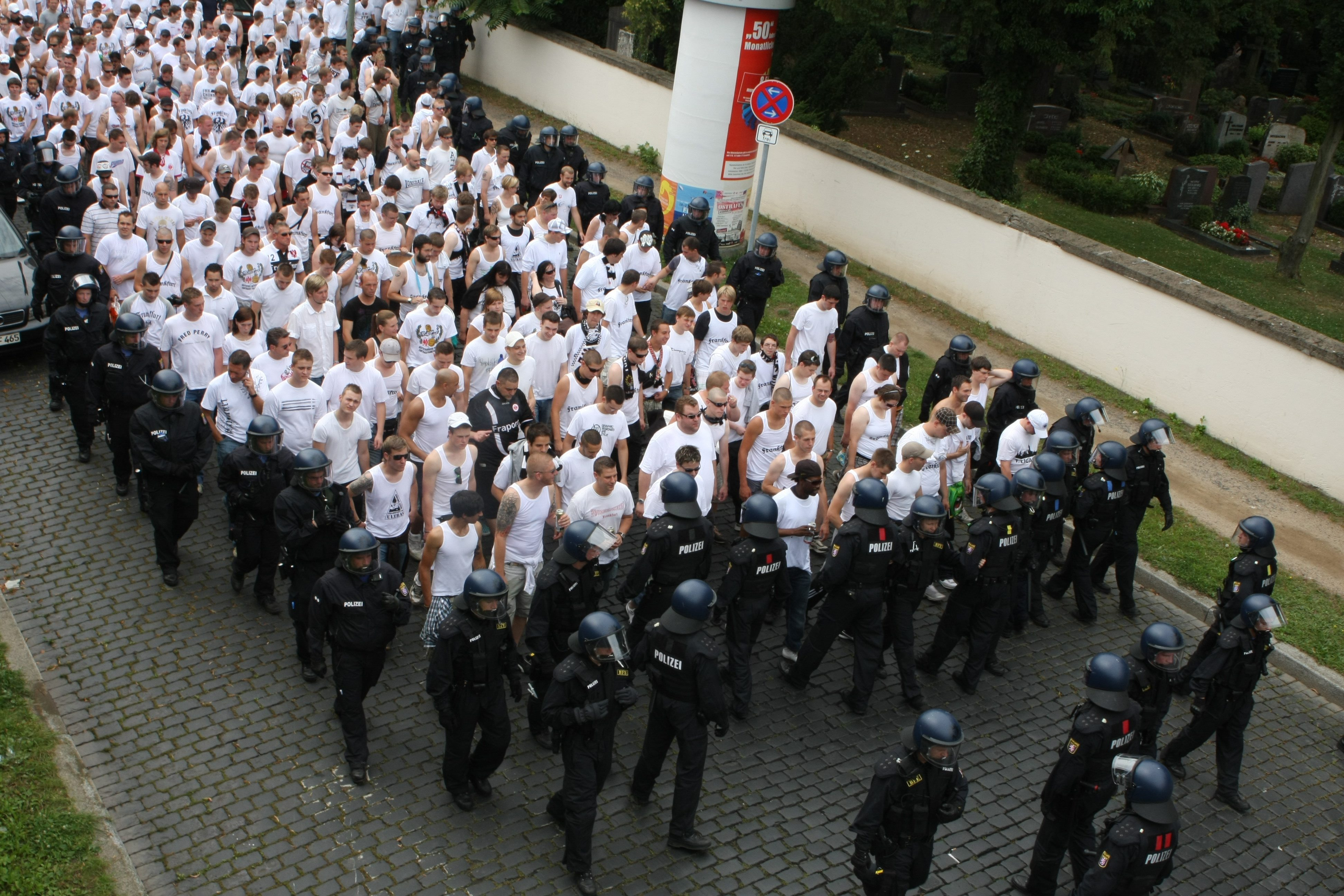
Cohen stelt dat de delinquente subcultuur onder jongeren de doelen van de middenklasse verwerpt, rebellie in het anomiemodel van Merton.

De subcultuurtheorie of subculturele theorie stelt dat criminaliteit niet alleen het gevolg is van beperkte legale middelen, maar ook van de beschikbaarheid van illegale mogelijkheden, de kansenstructuur. Cohen keek daarbij naar de delinquente subcultuur onder jongeren en stelt dat zij de doelen van de middenklasse verwerpen, rebellie in het model van Merton. Cloward en Ohlin zagen echter in crimineel gedrag geen afwijzing van deze doelen, maar juist een alternatieve strategie om deze te bereiken.
Net als de andere structureel-functionalistische benaderingen van deviant gedrag, heeft ook deze als probleem dat het zich vooral afspeelt op macroniveau en persoonlijke overwegingen en keuzes niet aan bod komen. Daarnaast wordt niet iedereen die de regels overtreedt als deviant beschouwd.